# カランテック
カランテック （Carantec、ブルトン語:Karanteg）は、フランス、ブルターニュ地域圏、フィニステール県のコミューン。
モルレー湾にある海のリゾート地で、1926年以降リゾート地（fr）にランク付けされている。このコミューンの魅力は、様々なスポーツが提案されていることである。水辺で楽しめるウォータースポーツ、様々な場所でテニス、そしてサッカーだけでなくゴルフも楽しめる。

## 地理

モルレー湾の地図

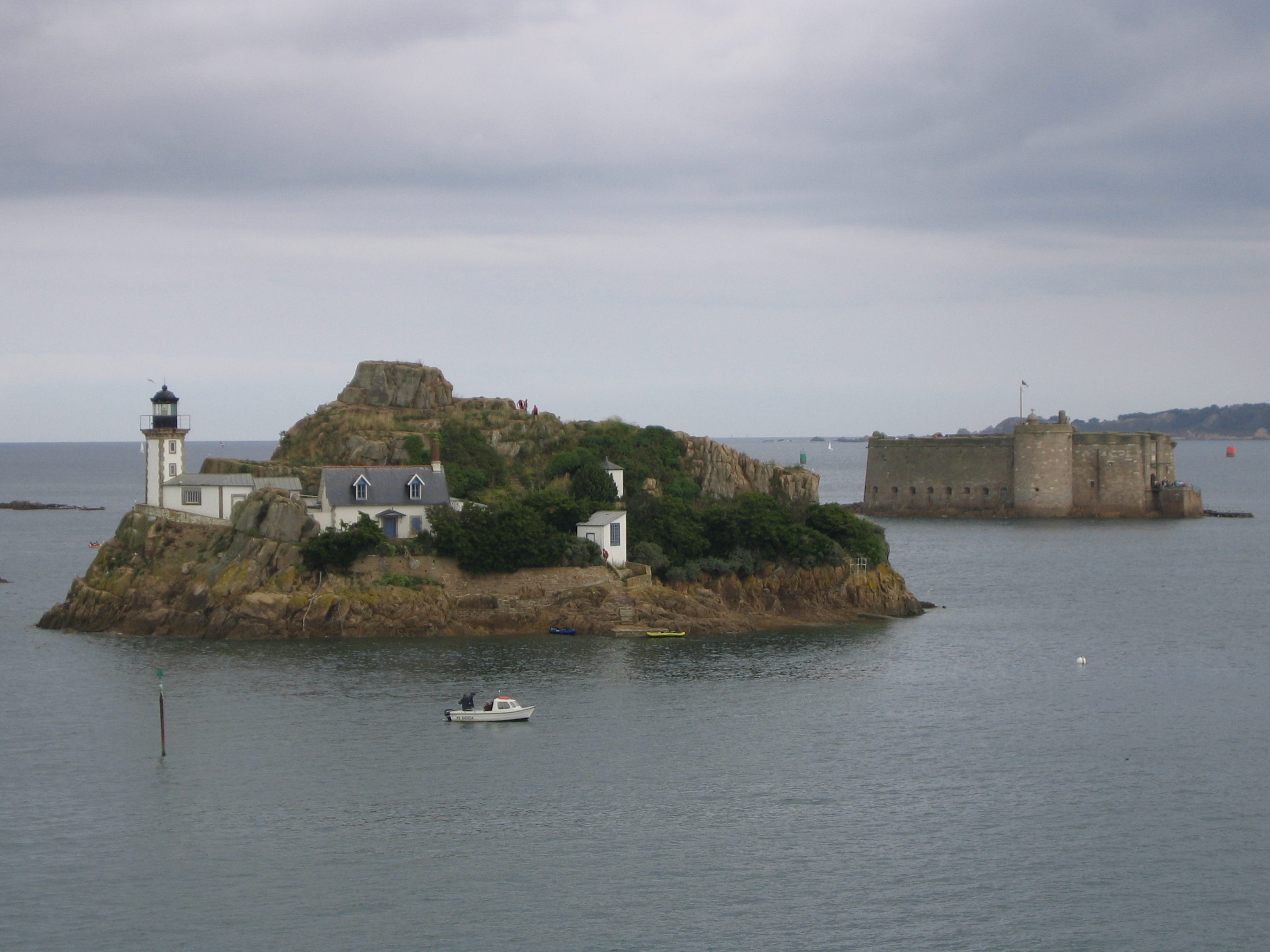
沖合に浮かぶルエト島。後方はトロー城

ブルターニュ北岸にあるカランテックは、イギリス海峡に沿っており、幅2kmの半島の終点にあたる。東はモルレー川河口、西はペンゼ川河口と接しており、干潮時には幅2kmに渡って砂州ができる。
1900年代にできた古いリゾート地であるカランテックは、北大西洋海流の影響を受けた微気候で知られる。砂浜と歴史遺産が特に名高い。最も重要な砂浜は、ブランシュ海岸と最大のケレン海岸である。砂浜の側面には素晴らしい景色を提供する崖があり、これを背景にしてモルレー湾、モルレー川、トロー城、ルエト島の景色を眺める。
カランテックは、ヘルシニア造山運動で生じた花崗岩の山塊に位置している。花崗岩の表面はピンク色で黒雲母が混じる。
カランテック半島の存在が、町の孤立の原因だった。サン＝ポル＝ド＝レオン方面への道である、ペンゼ川にラ・コルド橋が架かる1927年までの期間だけでなく、モルレーの下流にはモルレー川に架かる橋はまだ何もなかったのである。1922年にモルレー左岸沿いに走るコルニシュ道が開通し、モルレーとカランテックが直接往来できるようになった。
カランテックには、沖合のカロ島の他多くの小島があり、ニシツノメドリ、セグロカモメ、ベニアジサシ、ツクシガモ、ミヤコドリ、コサギといった野鳥のための避難所となっている。沖合の7つの島は1962年以降、鳥類保護区に指定されている。

### カロ島

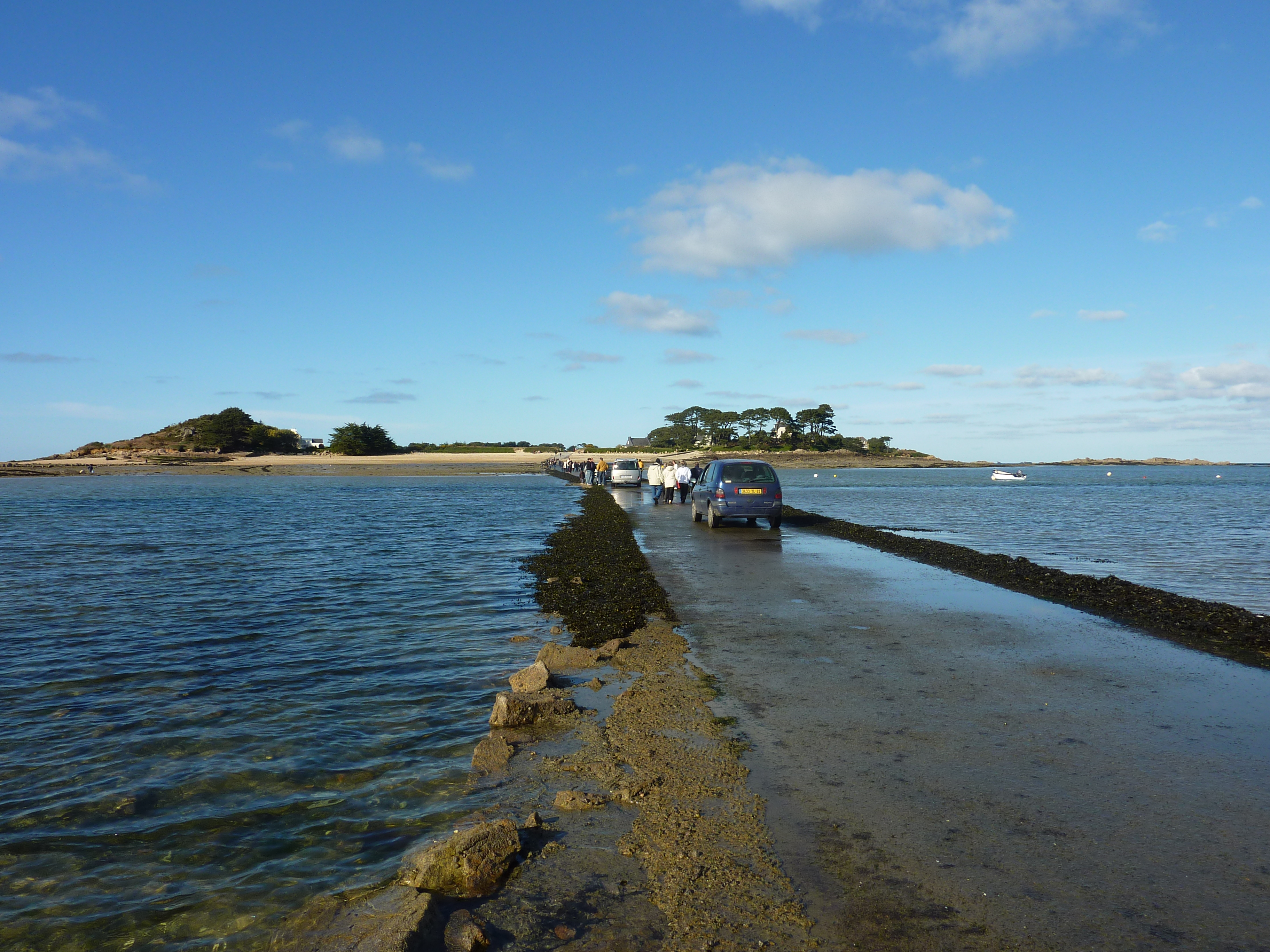
干潮時に現れた潜水道路で、カロ島に渡る

カロ島へは、本土から干潮時に『ヒツジの渡り道』である潜水道路を歩いて渡ることが可能である。道は全長2.125km、幅150mから300mである。カロ島は砂丘で接続された2つの花崗岩の島から構成されている。そこは魅力に溢れた土地で、小さな小川、砂丘、ハリエニシダの茂み、野原、牧草地、または砂浜から構成される。北端では、自然がつくりだした砂丘、波に洗われる花崗岩といった風景が見つかる。カロ島産の花崗岩は、その質と量で有名で、地域の多くの建造物の資材として使われた。
島の北にある岬砦の存在で明らかなように、カロ島はいつの時代も危険を避けて避難してきた住民たちの隠れ家であった。この先史時代の砦は鉄器時代に、土でできた壁と2本の溝で二重に囲まれてつくられた。6世紀初め、島で最も標高の高い場所にノートルダム・ド・カロという小さな礼拝堂が建てられた。内部にある碑文によると、建設されたのは、アルモリカのプリンスであるリヴァヨンが一帯を荒らしまわっていたデーン人将軍コルソルドを退けた502年であるという。
カロ島の住民にとって海藻の収穫とそれを燃やし海藻灰を作ることは重要な経済活動で、19世紀半ばの文書に記されている。1890年にはカロ島の人口は約100人であった。当時の住民たちは、農夫か海藻をとる漁民であった。2010年現在の定住人口は約14人である。

### トロー城
トロー城は島全体に広がる要塞である。現在、行政上はプルエゾックに属する。この要塞は、イングランド軍のモルレー川河口侵入を防ぐため、1542年にモルレー市民によって建設された。
ジャン・シメオン・ギャランジョーによって建設され、1689年にヴォーバンが砲郭とした。この要塞は、フランス革命時代とパリ・コミューン以後に刑務所として使われた。オギュスト・ビアンキはトロー城に投獄されていたことがある。
刑務所が閉じられてから、民間人の別荘や、海洋学校の校舎として使われたが、1980年代には修繕されないまま打ち捨てられていた。モルレー商工会議所と近隣9コミューンが改修し、現在はカランテックから船で容易に往来が可能になった。
接岸すると、波で階段はびしょぬれで、跳ね橋を渡って島に上陸する。軍の一団が駐屯した古い部屋や、ダンジョン、アーチ型セラーを見ることができる。屋上に出ると、モルレー湾全体のパノラマが楽しめる。

## 歴史

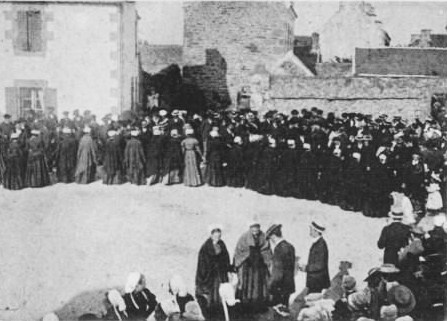
1898年に行われたカランテックのパルドン祭り

カランテックという名称は、ウェールズの修道院長であった聖カランテック（またはカラントクス）に由来する。聖テネアンは聖カランテックの弟子であった。聖テネアンは師に献身し、この地に聖カランテックに捧げた教会を建てた。
オシスミ族による青銅の硬貨と、エレクトロン貨が、1910年代後半にカロ島西岸で見つかった黒土の花瓶の中から発見された。
1694年、ヴォーバンはカランテックにイングランド軍が上陸するのを恐れ町の防衛を強化した。カランテックからブレストの間に一連の監視塔を建設させ、塔から塔へ光と煙と音で信号を伝達するシステムをつくった。
1789年4月1日に起草されたレスネヴァンの代官への第三身分陳情書には、トレ、エンヴィック及びカランテック教区の代表として2名の名が記されている。トレ教区の小教区であったカランテックが教区に昇格したのは1802年である。
1879年9月、モルレー＝ロスコフ鉄道に2箇所の停車駅設置の要求が出され、その1つがカランテックに近いエンヴィックに建設された。
19世紀後半から20世紀初頭にかけ、カランテックはリゾート地の1つに数えられるようになり、町の象徴ともなったプティエ・ホテルが建設された。1920年代以降、カランテックでテニス選手権が行われ、その後テニスの国際選手権となった。サッカーのスタジアム、スタッド・カランテコワは1930年代には既に存在していた。
第二次世界大戦中、レジスタンスの軍事諜報活動とつながるシビリル経路のおかげで、全体で15隻のボートと152人がカランテックから海へ逃れた"。1943年3月7日夜、9人が小さなカッター船に乗船して密かにイギリスへ向けてペンゼ川河口から出港し、多くの困難に打ち勝って無事プリマスへたどり着いた。1943年6月7日夜、全長11mの小さな船、サンティヴ号（Saint-Yves、聖イヴ）に20人の若者が乗り込んでイギリスへ向かった。ドイツ海軍の護送船に発見されたとき、彼らは脱出後の幸運を祈り、成功した暁にはノートルダム・ド・カロ礼拝堂に聖イヴの像を納めると誓った。彼らは無事コーンウォールのフォイ（Fowey）に到着した。

## 人口統計
| 1962年 | 1968年 | 1975年 | 1982年 | 1990年 | 1999年 | 2006年 | 2010年 |
| ------ | ------ | ------ | ------ | ------ | ------ | ------ | ------ |
| 2603   | 2651   | 2527   | 2522   | 2609   | 2724   | 3088   | 3189   |

カランテックの人口増減グラフ

参照元:1999年までEHESS、2000年以降INSEE

## 姉妹都市
- ル・グラン＝サコネ、スイス